# Warwick (Nowy Jork)
Warwick – miasto w stanie Nowy Jork, z liczbą mieszkańców 32 tysiące (2010), założone w 1788 roku.
Według spisu z 2000 roku miasto liczyło 30 764 mieszkańców, 10 868 domów mieszkalnych, 7955 rodzin. Gęstość zamieszkania wynosiła 302,6 osób na km². 91,06% stanowili biali, 4,51% Afroamerykanie, 0,31% Indianie, 0,85% było azjatyckiego pochodzenia, 0,05% mieszkańców pochodziło z wysp na Pacyfiku, 1,60% innego pochodzenia, 1,61% podało dwie lub więcej ras. Latynosi stanowili 6,47% populacji. 

## Geografia
Miasto Warwick obejmuje południowy kraniec  hrabstwa Orange. Od południa graniczy z gminami Vernon i West Milford w stanie New Jersey. Od północy graniczy z Chester, a od wschodu z miastem Tuxedo.
Miasto ma powierzchnię 271,6 km², z czego 263,3 km² to stały ląd, a 8,3 km² to jeziora. Największym z nich jest Greenwood Lake, przez które przebiega granica stanów New Jersey (na południu) i Nowy Jork (na północy), a przez jezioro Glenmere Lake przebiega granica miast Warwick oraz Chester.
W pobliżu jeziora Blue Lake w parku stanowym Sterling Forest – ok. 12 km na południowy wschód od centrum miasta – od września 2016 roku mieści się nowa siedziba Biura Głównego Świadków Jehowy.

## Port lotniczy
Warwick jest obsługiwany przez Port lotniczy Warwick (Warwick Municipal Airport).

## Znane osoby związane z Warwick
- Jasper Francis Cropsey – artysta z Hudson River School
- Susan J. Elliott – komentator telewizyjny
- Derek Jeter – amerykański baseballista
- Richard Kiley – aktor
- Bill Pennington – reporter sportowy dla The New York Times
- William H. Seward – prawnik i polityk amerykański, sekretarz stanu za prezydentury Lincolna